# 선희 진희
《선희 진희》는 MBC에서 2001년 8월 20일부터 2001년 10월 9일까지 방영된 월화 미니시리즈이다.
이 드라마는 2001년 8월 13일 첫 회가 나갈 예정이었으나 캐스팅 문제로 어려움을 겪자 그 시간대에 특선영화 《터뷸런스》 1, 2편을 편성하면서 2001년 8월 20일로 변경됐다. 또한 타이완의 드라마 《안개비연가》와 여러 장면이 흡사하다는 논란을 빗으며 비난을 샀다.
그리고 8회 본방송 도중에 9.11 테러 속보로 인해, 정규 편성을 중단하였으며 《안개비연가》 뿐 아니라 같은 채널 《폭풍의 계절》등 일부 장면을 차용했다는 지적을 받아왔다.

## 방송 시간
| 방송 채널 | 방송 기간                         | 방송 시간                                    |
| --------- | --------------------------------- | -------------------------------------------- |
| MBC TV    | 2001년 8월 20일 ~ 2001년 9월 25일 | 매주 월요일 ~ 화요일 밤 9시 55분 ~ 10시 55분 |
| MBC TV    | 2001년 10월 1일 ~ 2001년 10월 2일 | 월요일 ~ 화요일 밤 9시 45분 ~ 10시 45분      |
| MBC TV    | 2001년 10월 8일 ~ 2001년 10월 9일 | 월요일 ~ 화요일 밤 10시 5분 ~ 11시 5분       |

## 등장 인물

### 주요 인물
- 손예진 : 심선희 역 - 심성국의 딸
- 김규리 : 강진희 역 - 강도식의 전처 소생 딸
- 박용우 : 최준섭 역 - 대기업 신성그룹 최 회장의 아들
- 윤태영 : 윤상원 역 - 준섭과 단짝 친구, 대졸 출신의 유흥업소 사장

### 주변 인물
- 강래연 : 양문숙 역 - 선희, 진희의 단짝 친구
- 김동현 : 장대포 역 - 선희를 좋아하는 동네 건달
- 조경환 : 심성국 역 - 선희의 아버지
- 김창완 : 박두만 역 - 선희의 외삼촌
- 독고영재 : 강도식 역 - 진희의 아버지
- 노주현 : 최 회장 역 - 준섭의 아버지
- 최란 : 금순 역 - 박두만의 아내
- 안해숙 : 최 여사 역 - 심성국의 아내
- 김형자 : 양 여사 역 - 강도식의 후처, 진희의 계모

### 그 외 인물
- 서현기
- 안서정 : 송이 역
- 최재호 : 김 대리 역
- 김명희
- 김석옥
- 이계인 : 학생주임 역
- 한영수
- 오정석
- 고용화
- 박주희
- 강상구 : 장 비서 역
- 송재윤
- 서현기
- 최은미
- 진정로
- 한지안

## 수상
- 2001년 MBC 연기대상 여자 신인상 - 손예진

## 제작에 관해
- MBC는 해당 작품에 앞서 <다모>를 편성할 예정이었으나[3] 이런저런 사정 때문에 무산되자 현대물로 급선회하는 한편[4] 제목도 <두 여자>로 정했지만 주요 배우들 섭외 문제 때문에 어려움을 겪어왔고 뒷날 손예진 김규리가 주요 인물이 되면서 제목도 <선희 진희>로 바뀐 한편 배역명도 심정수 강수연에서 심선희 강진희로 변경됐다.